# Punktbrokmal
Punktbrokmal, Mompha langiella, är en fjärilsart som först beskrevs av Jacob Hübner 1796.  Punktbrokmal ingår i släktet Mompha, och familjen brokmalar, Momphidae. Enligt den finländska rödlistan är arten nära hotad i Finland. Arten är reproducerande i Sverige. Artens livsmiljö är fuktig lundskog.

## Bildgalleri

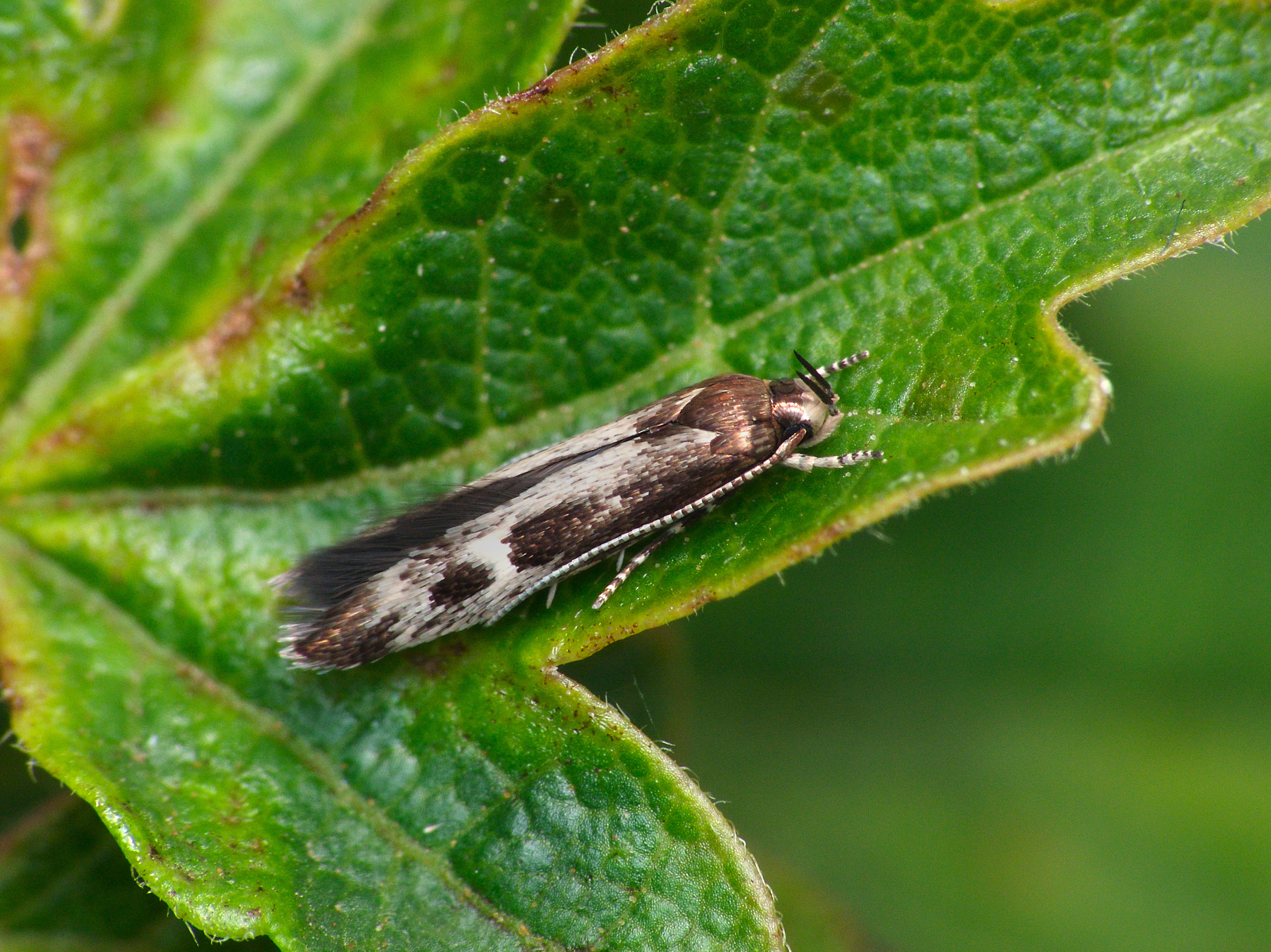
Imago fjäril
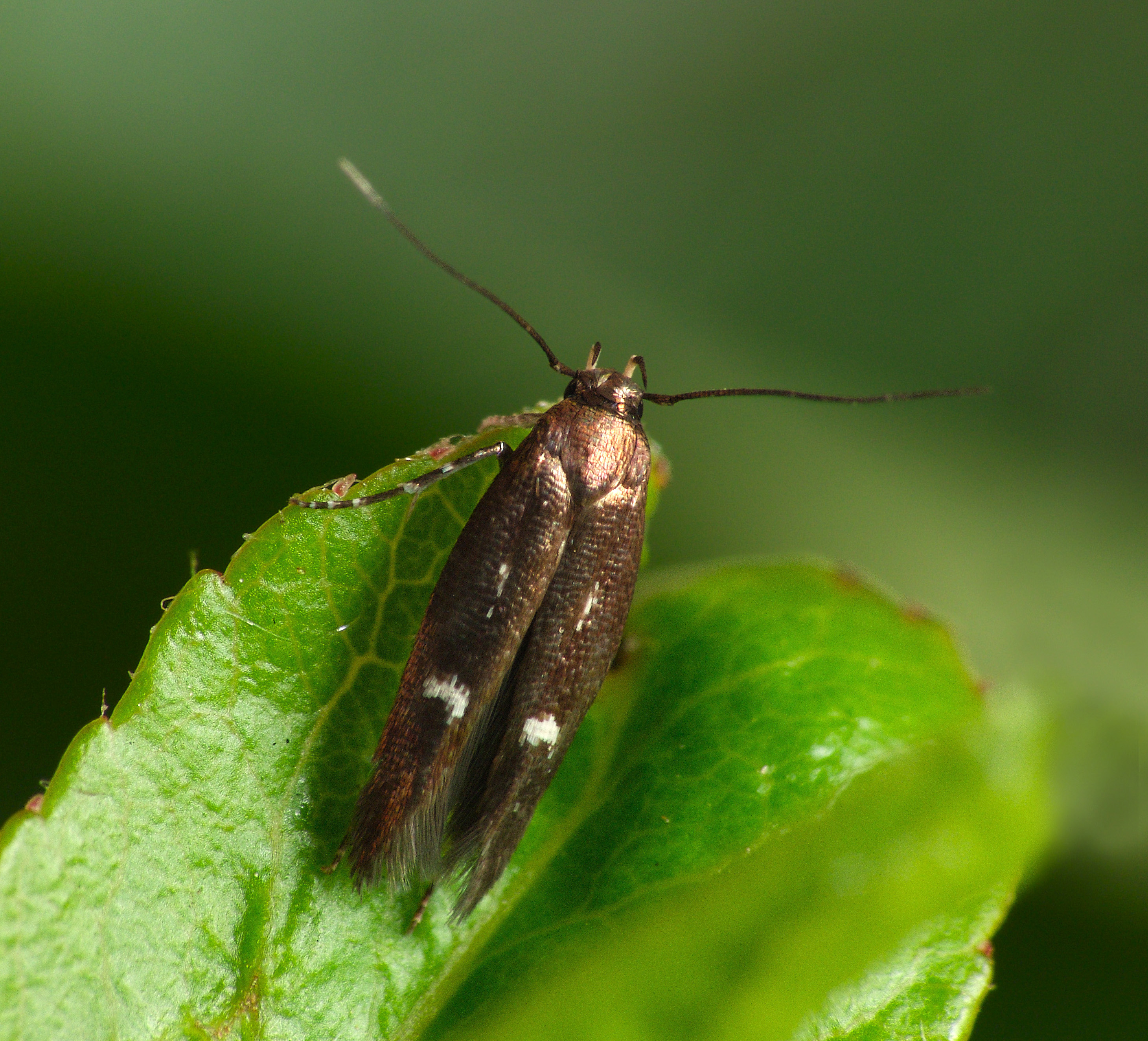
Imago fjäril
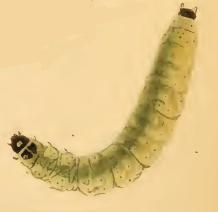
Larv
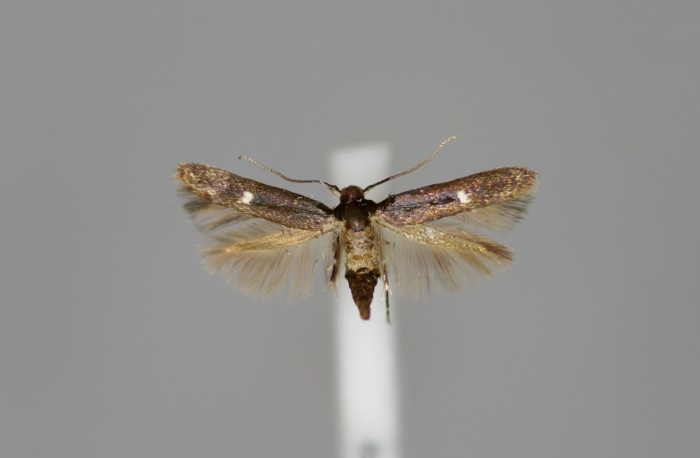
Insamlad och preparerad fjäril